# Fenske-Gleichung
Die Fenske-Gleichung dient zur Abschätzung der Anzahl der minimal notwendigen theoretischen Böden bei der Rektifikation eines binären chemischen Stoffgemischs unter der Bedingung des vollständigen Rücklaufs. Die Kolonne wird dabei ohne Zulauf und ohne Entnahme von Kopf- und Sumpfprodukt betrieben. Die berechnete Zahl ist daher stets niedriger als die Anzahl der tatsächlich benötigen Böden bei Trennkolonnen im Produktionsbetrieb.

## Bestimmungsgleichung

Destillationskolonne wie für die Fenske-Gleichung betrachtet

In der Fenske-Gleichung werden die Zusammensetzungen des Kopf- und des Sumpfprodukts in Beziehung gesetzt. Der Proportionalitätsfaktor ist dabei die wiederholt (auf den theoretischen Böden) ausgeführte Verdampfung und Kondensation, die über die relative Flüchtigkeit beschrieben wird. Die unterschiedliche Flüchtigkeit der Komponenten sorgt dafür, dass sich der Leichtsieder im Dampf und der Schwersieder in der Flüssigkeit anreichert. Die Anzahl der Böden ist dabei der Exponent der relativen Flüchtigkeit:
{\displaystyle {\frac {x_{{\text{Kopf}},L}}{x_{{\text{Kopf}},S}}}=\alpha _{L,S}^{N_{\text{min}}}{\frac {x_{{\text{Sumpf}},L}}{x_{{\text{Sumpf}},S}}}}
mit
{\displaystyle L} = Leichtsieder
{\displaystyle S} = Schwersieder
{\displaystyle x} = Stoffmengenanteil (Molenbruch)
{\displaystyle \alpha _{L,S}} = Relative Flüchtigkeit des Leichtsieders im Verhältnis zum Schwersieder bei der Zusammensetzung des Zulaufs
{\displaystyle N_{\text{min}}} = Mindestanzahl Böden
Diese Gleichung lässt sich umstellen, so dass direkt die theoretische Anzahl Böden bestimmt werden kann:
{\displaystyle N_{\text{min}}={\frac {\log \left[{\frac {x_{{\text{Kopf}},L}}{x_{{\text{Kopf}},S}}}\cdot {\frac {x_{{\text{Sumpf}},S}}{x_{{\text{Sumpf}},L}}}\right]}{\log \alpha _{L,S}}}}
Die relative Flüchtigkeit ist jedoch nicht über die gesamte Trennkolonne konstant, da sie sowohl von der Zusammensetzung des Gemischs abhängt, als auch temperatur- und druckabhängig ist; daher erfolgt zumeist eine Näherungsrechnung mittels des geometrischen Mittels der relativen Flüchtigkeiten der Komponenten in Kopf und Sumpf der Kolonne:
{\displaystyle \alpha _{\text{Mittel}}={\sqrt {\alpha _{L,S}^{\text{Kopf}}\cdot \alpha _{L,S}^{\text{Sumpf}}}}}

## Beispielrechnung
Mit den willkürlich festgelegten Werten
{\displaystyle \alpha _{L,S}=1{,}1} (hier als konstant angenommen)
{\displaystyle x_{{\text{Kopf}},L}=0{,}98}
{\displaystyle x_{{\text{Kopf}},S}=0{,}02}
{\displaystyle x_{{\text{Sumpf}},L}=0{,}05}
{\displaystyle x_{{\text{Sumpf}},S}=0{,}95}
folgt
{\displaystyle N_{\text{min}}={\frac {\log \left[{\frac {0{,}98}{0{,}02}}\cdot {\frac {0{,}95}{0{,}05}}\right]}{\log 1{,}1}}}
{\displaystyle N_{\text{min}}=71{,}7}
Die Anzahl der berechneten theoretischen Böden steigt mit niedrigerer relativer Flüchtigkeit und mit höheren Reinheitsgraden für den Leichtsieder im Kopf und für den Schwersieder im Sumpf der Kolonne.